# 2003 v letectví
Tento článek obsahuje seznam událostí souvisejících s letectvím, které proběhly roku 2003.

## Události

### Únor
- 1. února – raketoplán Columbia se při návratu na Zemi rozpadá v atmosféře, všech 7 členů posádky umírá

### Květen
- 17. května – Italská Aeronautica Militare vyřadila ze služby lehký dopravní a víceúčelový letoun Piaggio PD.808.
- 30. května – poslední let nadzvukového dopravního letounu Concorde v barvách společnosti Air France

### Září
- 14. září – v závodě o Pohár Gordona Bennetta zvítězili potřetí za sebou Francouzi Vincent Leys a Jean François Leys

### Říjen
- 15. října – Jang Li-wej se stává prvním kosmonautem Čínské lidové republiky
- 24. října – poslední let letounu Concorde podle letového řádu

### Listopad
- 26. listopadu – poslední let letounu Concorde

## První lety

### Březen
- 6. března – Bell/Agusta BA609
- 7. března – HAL HJT-36.

### Květen
- 20. května – SpaceShipOne (první nepilotovaný upoutaný let)

### Červenec
- 28. července – Adam A700 AdamJet
- 29. července – SpaceShipOne (první pilotovaný upoutaný let)

### Srpen
- 7. srpna – SpaceShipOne (první volný let)

### Prosinec
- Airbus A310 MRTT
- 17. prosince – SpaceShipOne (první let s pohonem)